# Cleve (region)
Cleve är en region i Australien. Den ligger i delstaten South Australia, omkring 250 kilometer nordväst om delstatshuvudstaden Adelaide. Antalet invånare är 1 751.
Följande samhällen finns i Cleve:
- Cleve
- Arno Bay
- Darke Peak
- Kielpa
- Rudall

Trakten runt Cleve består till största delen av jordbruksmark. Trakten runt Cleve är nära nog obefolkad, med mindre än två invånare per kvadratkilometer. Genomsnittlig årsnederbörd är 454 millimeter. Den regnigaste månaden är juni, med i genomsnitt 90 mm nederbörd, och den torraste är oktober, med 8 mm nederbörd.